# Pedro Homem de Pessoa de Saa
Pedro Homem de Pessoa de Saa, nacido como Pedro Homem de Pessoa de Sá, o bien como Pedro Home Pesoa de Saa o Pedro Ome de Pezoa, o simplemente Pedro Omepezoa (Chaves, Reino de Portugal, ca. 1500–Concepción de Chile, Virreinato del Perú, antes de 1590), fue un hidalgo y militar de origen portugués, que pasó a ser un conquistador, poblador, encomendero, funcionario y gobernante colonial al servicio del Imperio español.

## Biografía hasta la conquista de imperios precolombinos

### Origen familiar y primeros años
Pedro Homem de Pessoa de Saa o bien Pedro Omepezoa había nacido hacia el año 1500 en el noble solar familiar cercano a la localidad de Chaves del Trás-os-Montes, perteneciente al Reino de Portugal.

### Conquistador del Imperio azteca con Cortés
Cuando era solo un adolescente de unos dieciséis años de edad pasó a la América española como un hidalgo, estableciéndose en la isla de Cuba hacia 1516, cuando esta formaba parte del entonces Virreinato colombino, y de esta manera acompañó en el año 1519 a Hernán Cortés con el objetivo de conquistar el Imperio azteca, en la desconocida América del Norte.

### Conquistador del Imperio inca con Pizarro
En el año 1532 y al mando de Francisco Pizarro, contribuyó en la conquista del Imperio incaico ubicado en la entonces nominal Sudamérica española.

### Conquistador de Chile con Valdivia
En 1543 había viajado hacia el sur en la nave comandada por Alonso de Monroy, teniente de gobernador general de Santiago, para apoyar en la conquista de Chile.
Esta última conquista fue realizada a pedido del gobernador chileno Pedro de Valdivia que había fundado a la ciudad de Santiago en 1541 y la cual había sido atacada por los aborígenes picunches del cacique Michimalonco, lo que trajo como consecuencia el inicio de la Guerra de Arauco en 1546.

## Cabildante de nuevas ciudades chilenas y deceso

### Regidor del Cabildo de La Imperial
Una vez logrado el objetivo de conquista de la nueva gobernación de Chile, que era una entidad autónoma del Virreinato del Perú, se avecindó en su capital Santiago de la Nueva Extremadura. Posteriormente fue vecino fundador de una nueva urbe chilena en 1551 llamada La Imperial, y fue nombrado allí como su regidor en 1554.

### Alcalde de la ciudad de Concepción
Posteriormente se mudó a la nueva ciudad de Concepción, fundada en 1550, para convertirse allí en encomendero y en cabildante. En dicha urbe ocupó el cargo de regidor en 1562, como alcalde de segundo voto en 1563 y nuevamente en el puesto de regidor de la misma en 1564, o sea a los 64 años de edad, aunque de manera interina debió ocupar nuevamente el cargo de alcalde de segundo voto.

### Fallecimiento
El hidalgo encomendero Pedro Homem de Pessoa de Saa fallecería en la ciudad de Concepción de Chile, antes del año 1590.

## Matrimonio y descendencia
El fidalgo y capitán portugués Pedro Homem de Pessoa de Saa se había unido en matrimonio con Marina de Toro (n. ca. 1517) y con quien tendría por lo menos un hijo:
- Pedro Homem de Pessoa y Toro (n. ¿Perú?, ca. 1537) que fue un capitán criollo,[3][5][8] que se casó en Concepción de Chile[8] hacia 1563 con Luisa de Salas[5][8] (n. Virreinato del Perú, ca. 1547), una hija del capitán hispano-andaluz Francisco de Gudiel[d] que pasó en 1535 al nuevo Virreinato de Nueva España, y nieta paterna del español Diego Fernández Gudiel[8][g] y de su esposa Catalina de Salas.[8][9] Fruto de dicho enlace nacieron tres hijos, el prior dominico Pedro Homem, le seguía María de Salas que se enlazó con el capitán Alonso de Pereda Ribera[8] y la menor Prudencia Homem de Pessoa[1][8][10][11][h] que se matrimoniaría con su cuñado viudo ya citado Alonso de Pereda Ribera[1][3][10][11] y concibieron al futuro gobernante colonial criollo Pedro Homem de Pessoa y Pereda.[12]